# Choeradodis rhombicollis
Choeradodis rhombicollis, comumente chamada de Louva-a-deus peruano de escudo, é uma espécie de Louva-a-deus nativa da América do Norte, América Central e América do Sul. A espécie pode ser encontrada em Belize, Costa Rica, Equador, Guiana Francesa, Guatemala, Colômbia, México, Nicarágua, Panamá, Peru e Suriname.
Anteriormente a espécie fora nomeada como Choeradodis columbica (Beier, 1931), Choeradodis peruviana (Serville, 1839), e Mantis rhombicollis (Latreille, 1833).